# Levinellidae
Levinellidae is een familie van sponsdieren uit de klasse van de Calcarea (kalksponzen).

## Geslachten
- Burtonulla Borojevic & Boury-Esnault, 1986
- Levinella Borojevic & Boury-Esnault, 1986
- Sycettaga Haeckel, 1872